# Disturbed
Disturbed é uma banda de metal de Chicago, Illinois, formada em 1994, quando os músicos Dan Donegan, Steve "Fuzz" Kmak e Mike Wengren contrataram David Draiman como vocalista. A banda já lançou oito álbuns de estúdio, tendo cinco deles estreado consecutivamente no primeiro lugar na Billboard 200. A banda entrou em hiato em Outubro de 2011 e retornou com o lançamento do álbum Immortalized em 2015.

## História

### Primeiros anos como Brawl (1994–1996)

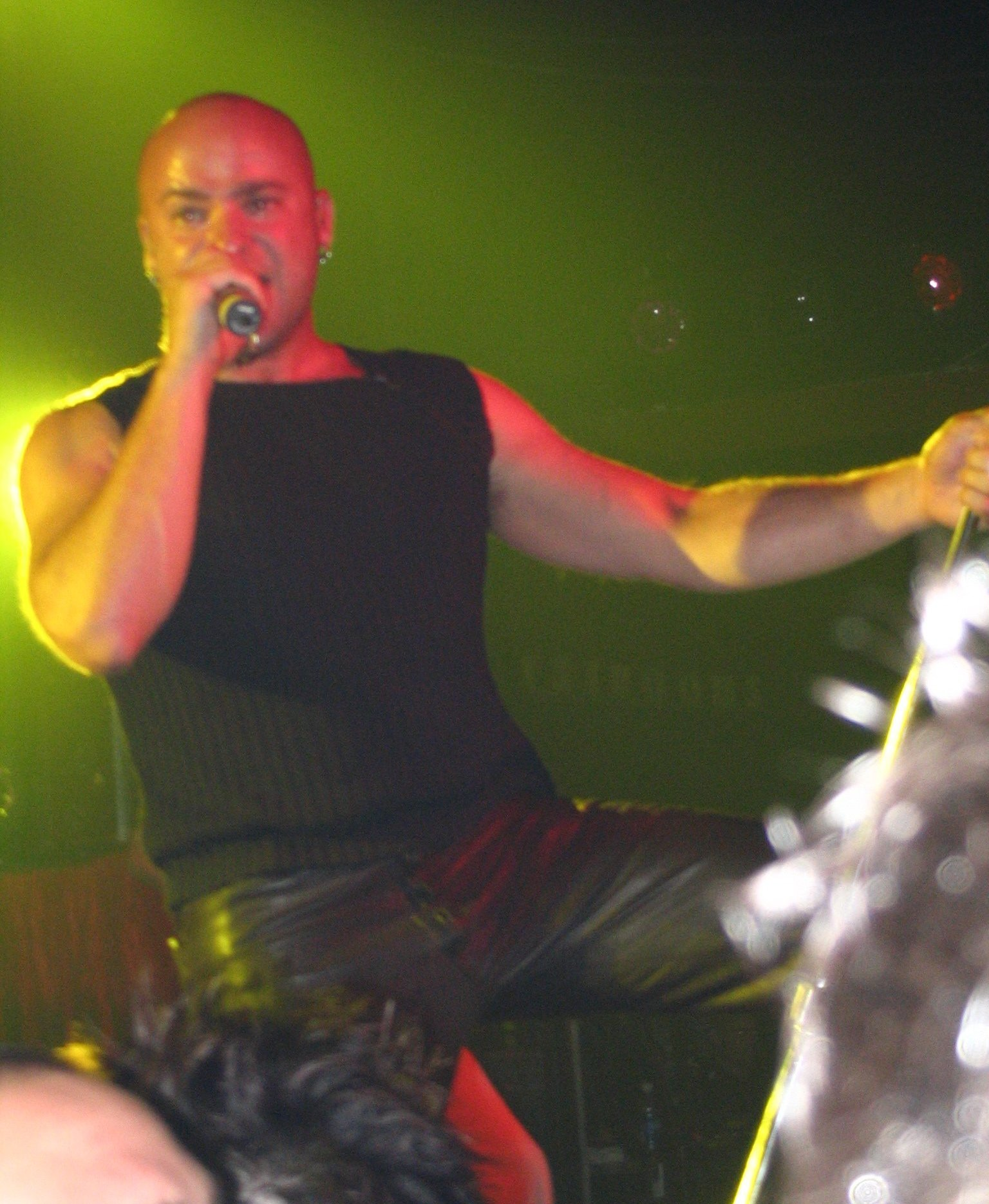
David Draiman, que foi contratado como vocalista pela banda, sugeriu o nome "Disturbed" para a banda.

Antes do vocalista David Draiman se juntar ao Disturbed, eles foram conhecidos como Brawl, uma banda da qual sua formação consistia de vocalista Erich Awalt, de guitarrista Dan Donegan, de baterista Mike Wengren e de baixista Steve "Fuzz" Kmak. Antes de mudar seu nome para "Brawl" no entanto, Donegan mencionou no DVD da banda, Decade of Disturbed, que o nome foi inicialmente chamado de "Crawl" mas trocaram ele para "Brawl" devido ao nome já estar sendo utilizado por outra pessoa. Awalt deixou a banda logo após a gravação de uma fita demo e os outros três membros tiveram que colocar um anúncio para um vocalista. Eles colocaram um anúncio na publicação de música local, em Chicago, Illinois, chamado de "Illinois Entertainer". Draiman respondeu ao anúncio depois de ir a vinte outras audições desse mês. Como o guitarrista Dan Donegan comentou de Draiman, "Você sabe, de todos os cantores que tínhamos falado ou o testado, ele [Draiman] era o único cantor que estava pronto para ir com os originais. E isso me impressionou, só por tentar".
Com relação a Draiman ser o novo vocalista da banda, Donegan disse: "Depois de um minuto ou dois, ele só começou a bater aquelas melodias que eram enormes…Eu estava tocando minha guitarra e estava sorrindo de orelha a orelha, tentando não entregar que eu gostava desse cara, você sabe, porque eu não quero, você sabe …[dizer] 'Sim, nós vamos chamá-lo de volta. Nós vamos, você sabe, discutir o assunto'. Mas eu estava tão empolgado. Frio na minha espinha. Eu estou como, "Há algo aqui'". Como o baterista Mike Wengren comentou, "Nos demos bem logo de cara". Draiman então entrou para a banda em 1996 e a banda foi renomeada para Disturbed. Quando questionado em uma entrevista porque ele sugeriu o nome de Disturbed para a banda, Draiman disse, "Tinha sido um nome que eu tinha contemplado para uma banda a anos. Parece apenas para simbolizar tudo o que estávamos sentindo naquele momento. O nível de conformidade ao qual as pessoas são forçadas nos era perturbador ("disturbing") e nós estávamos apenas tentando forçar a barra e o nome apenas fazia sentido.".

### The Sickness(1998–2000)
Após renomear a banda, o Disturbed passou a gravar duas fitas demos de 3 faixas, a primeira tendo as demos de "The Game", "Down with the Sickness" e "Meaning of life" e com a segunda tendo as demos de "Want", "Stupify" e "Droppin' Plates". A arte foi composta do recentemente mascote da banda, The Guy. A banda eventualmente assinou com a Giant Records. Em 2000, a banda lançou seu álbum de estreia, intitulado The Sickness, que lançou a banda ao estrelato. O álbum chegou ao número 29 na Billboard 200 e vendeu mais de 4 milhões de cópias nos Estados Unidos desde seu lançamento. Antes de se juntar a turnê europeia do Marilyn Manson de 2001, o baixista Steve Kmak foi incapaz de tocar com a banda devido a um tornozelo quebrado, causado pela queda de uma escada de incêndio fora da sala de ensaios do Disturbed, em Chicago. Ele pegou a escada de incêndio para sair do prédio enquanto o elevador estava sendo usado para levar os seus equipamentos para baixo. Depois de uma operação bem sucedida, os médicos altamente recomendaram que Kmak saísse da turnê para evitar danos mais graves aos seus pés. Mas ele se apresentou com a banda nos dias 11 e 12 de janeiro de 2001 no show do Disturbed em Chicago. Durante a turnê europeia, Marty O'Brien substituiu Kmak até ele ser capaz de retornar à turnê novamente.

### Believe(2001–2003)

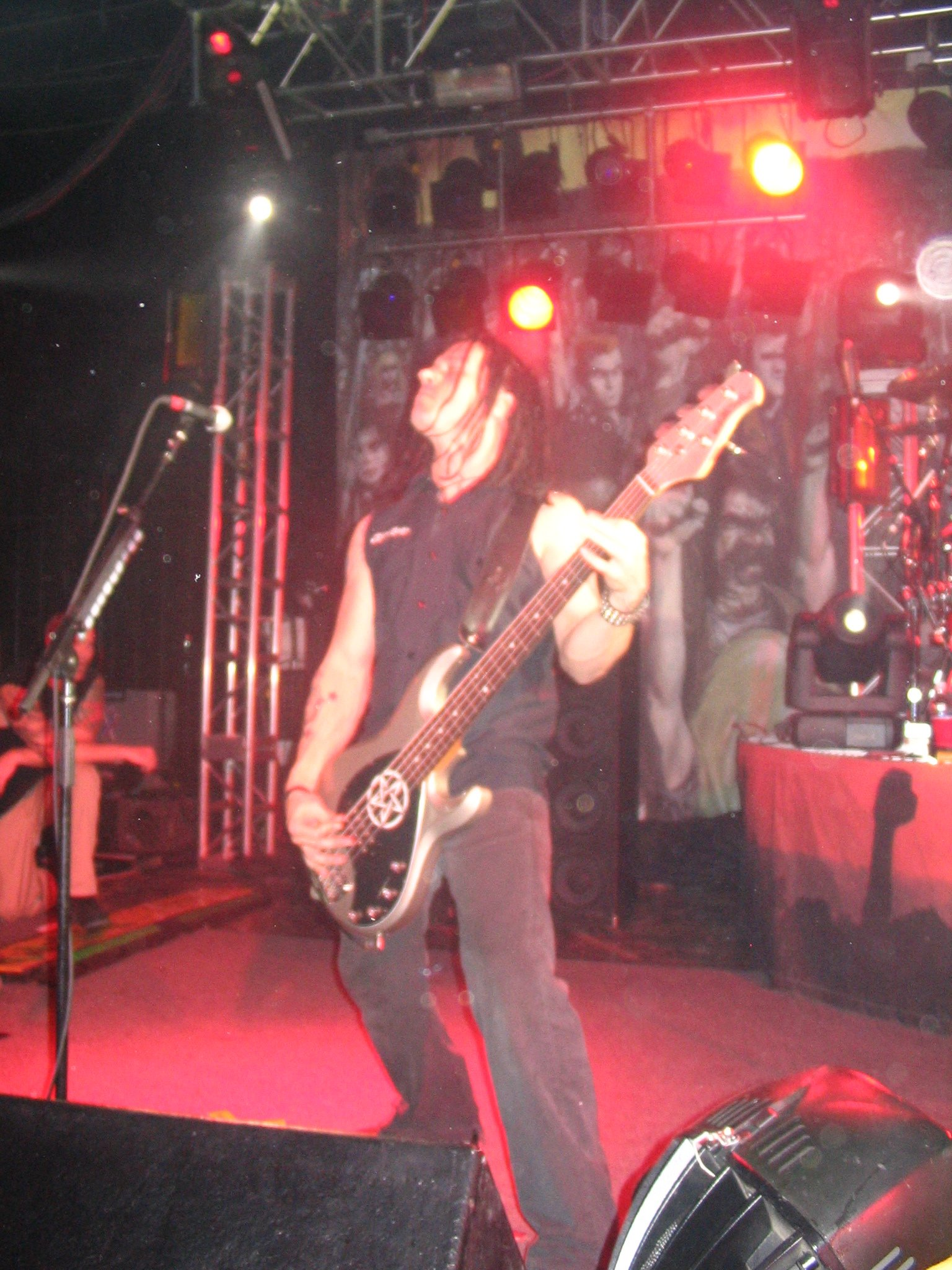
John Moyer substituiu Steve Kmak como o novo baixista da banda.

Em fevereiro de 2001, foi anunciado que a banda tinha feito uma cover da canção "Midlife Crisis" para um álbum tributo do Faith No More, entretanto a cover não foi usada. Em 4 de junho de 2002, o Disturbed lançou um documentário em DVD sobre a banda, intitulado M.O.L., que mostrou alguns dos momentos mais pessoais da banda em estúdio e durante as turnês, bem como com vários videoclipes e performances ao vivo. Em 17 de setembro de 2002, o Disturbed lançou seu segundo álbum de estúdio, intitulado Believe, que estreou no 1º lugar na Billboard 200. O videoclipe para o primeiro single do álbum, intitulado "Prayer", foi retirado da maioria das estações de televisão devido a similaridades que tinha com os ataques de 11 de setembro de 2001. David Draiman gravou os vocais para uma canção chamada "Forsaken", uma canção escrita e produzida por Jonathan Davis da banda Korn, lançada em Queen of the Damned.
Durante o ciclo de gravação de Believe, Mike Wengren mencionou em Decade of Disturbed que ele não conseguia se lembrar muito deste tempo, que foi uma época escura para ele e que ele usou álcool como uma habilidades de coping. Isto foi principalmente devido à sua mãe lutando contra o câncer, a tensão entre ele e o resto da banda, e sua noiva na época deixando-o. Ele também afirmou que iria utilizar as suas "Crônicas Mikey", que estavam com ele na qualidade de comédia, para entorpecer os problemas.
Em 2003, a banda mais uma vez participou da turnê Ozzfest e começou outra de suas próprias turnês, intitulada Music as a Weapon II. As bandas Chevelle, Taproot e Unloco fizeram turnê com eles. Durante a turnê, o Disturbed estreou uma canção inédita, intitulada "Dehumanized". Após o Disturbed terminar a turnê Music as a Weapon II, Steve Kmak foi despedido pela banda por causa de "diferenças de personalidade". Ele foi substituído por John Moyer, que é atualmente o baixista da banda. Na noite em que Moyer se tornou o novo baixista da banda, o Disturbed tocou ao vivo na House of Blues e apresentou duas novas canções, "Hell" e "Monster", ambos as quais são faixas B-side no terceiro álbum de estúdio da banda, Ten Thousand Fists.

### Ten Thousand Fists(2004–2006)
O terceiro álbum de estúdio do Disturbed, Ten Thousand Fists, foi lançado em 20 de setembro de 2005. O álbum estreou no 1º lugar na Billboard 200, ao mesmo tempo vendendo em torno de 238,000 cópias na semana seguinte de seu lançamento. O álbum foi certificado platina, em remessa de 1,000,000 unidades, nos Estados Unidos em 5 de janeiro de 2006. A banda fez turnê com as bandas 10 Years e Ill Niño em apoio ao álbum. o Disturbed foi a estrela do Ozzfest de 2006 ao lado de Ozzy Osbourne, System of a Down, Lacuna Coil, DragonForce, Avenged Sevenfold e Hatebreed.
Em uma entrevista com a Launch Radio Networks, o vocalista do Disturbed, David Draiman, afirmou que vinte canções foram gravadas para o álbum, mas apenas catorze chegaram à lista de faixas final. As canções restantes incluem "Hell", que foi incluída em um dos dois singles de "Stricken"; "Monster", que foi incluída como uma faixa bônuas pré-encomenda do iTunes de Ten Thousand Fists, depois incluída na Ten Thousand Fists Tour Edition; "Two Worlds", que também foi incluída na Tour Edition de Ten Thousand Fists; e "Sickened", que foi incluída no single de "Land of Confusion".
Ten Thousand Fists é o primeiro álbum lançado pelo Disturbed a apresentar solos de guitarra. A banda declarou que eles sentiram que os solos de guitarra são uma parte da música que está ausente em muita da música moderna, e eles queriam trazer algo disso de volta. Canções como "Stricken", "Overburdened" e "Land of Confusion" todas apresentam solos de guitarra, bem como muitas outras.
Em Novembro de 2005, a música "Decadence", foi adicionada na trilha sonora do jogo da série Need For Speed, o nono jogo da franquia lançada pela Electronic Arts, Need for Speed: Most Wanted.
Em 2006, uma turnê europeia foi regular, mas havia sido transferida por duas vezes devido a Draiman tendo problemas com grave refluxo ácido, que afetou a sua voz. Draiman comentou: "Eu estava tomando Lansoprazol durante cerca de quatro anos e meu corpo criando resistência a ele, até o ponto em que não estava fazendo nada de mais…Eu tive uma noite de bebedeira em Londres, seguido por um dia e uma noite bebendo em um dia de folga em Dublin, porque o que mais há para fazer na Irlanda do que beber? Isso, juntamente com um show onde eu tive que monitorar problemas, eu praticamente destruí a minha voz."
Depois desse ano, Draiman se submeteu a uma cirurgia de desvio de septo que afetou a sua voz. Ela foi bem sucedida e desde então, Draiman tem se limitado a beber na estrada.
Draiman se envolveu no controverso compartilhamento de arquivos peer-to-peer por falar publicamente contra os processos da RIAA contra indivíduos de compartilhamento de arquivos, apesar do fato de sua gravadora ser um membro da RIAA. Draiman comentou: "Isso não é ciência foguete. Em vez de gastar todo esse dinheiro litigando contra crianças que são as pessoas que eles estão tentando vender coisas em primeiro lugar, eles têm de aprender a utilizar eficazmente a Internet. Para os artistas, a minha bunda…Eu não peço para eles me protegerem e não quero sua proteção." Draiman também contou a NYRock: "[Eu sou] Muito positivo sobre a internet, o Napster. Eu acho que é uma ferramenta tremenda para chegar a muito mais pessoas do que jamais poderíamos sem ela. Quando você lança a música, você quer que ela seja ouvida pelas pessoas…Nada está fazendo isso melhor do que o Napster. Eu não posso te dizer quantas crianças vieram até mim e disseram: 'Eu baixei um par de músicas do Napster e eu saí e comprei o álbum.'…Eu realmente não ganho dinheiro com o recorde de vendas de qualquer maneira."
No final de 2006, o Disturbed foi a estrela em uma das suas próprias turnês nomeada Music as a Weapon III; as bandas Flyleaf, Stone Sour e Nonpoint fizeram turnê com eles. O Disturbed completou a primeira parte da turnê Music as a Weapon III no final de 2006. Logo depois, Draiman afirmou que não iria ser uma segunda parte da turnê e que em vez disso a banda estava indo para a estrada para começar a trabalhar no seu quarto álbum de estúdio.

### Indestructible(2007–2009)
Em julho de 2007, uma nova faixa intitulada "This Moment" foi lançada na trilha sonora do filme Transformers. O Disturbed mixou seu quarto álbum de estúdio, intitulado Indestructible, em Los Angeles, Califórnia, no final de 2007.
Em uma entrevista anterior, David Draiman disse que eles estavam indo para gravar quinze canções, mas apenas doze estariam no álbum.
Em 6 de março de 2008, a banda lançou uma amostra de trinta segundos de uma nova versão regravada da canção "Perfect Insanity" no seu perfil do MySpace. Em março de 2008, a canção completa ficou disponível para download no website da banda, que levou a canção a algumas estações de rádio menores, e a banda tocando ela ao vivo em Kuwait durante um evento especial, Operation MySpace.
O primeiro single de Indestructible, "Inside the Fire", ficou disponível sobre os serviços de distribuição digital para a compra em 25 de março de 2008. A banda também fez turnê pelos Estados Unidos em abril e maio de 2008 com as bandas Five Finger Death Punch e Art of Dying. O videoclipe de "Inside the Fire" foi lançado em 2 de maio de 2008 no website oficial da banda. O Disturbed lançou sua canção anteriormente gratuita "Perfect Insanity" no iTunes Store como um segundo single em 6 de maio de 2008 e o álbum Indestructible se tornou disponível por pré-encomenda para a data de lançamento em 3 de junho de 2008.
Em 13 de maio de 2008, Harmonix, os desenvolvedores do jogo Rock Band, anunciaram que tinham chegado a um acordo com o Disturbed e a Best Buy para oferecer duas faixas de Indestructible para tocar em Rock Band para aqueles que pré-encomendarem o álbum do website da Best Buy. Em 3 de junho de 2008, a Harmonix lançou três faixas de Indestructible; "Indestructible", "Inside the Fire" e "Perfect Insanity". Em 12 de maio de 2009, a Harmonix lançou "Stricken" e "Stupify" à loja de música Rock Band. O Disturbed tocou em seu primeiro concerto ao vivo online em 29 de maio de 2008. O concerto foi patrocinado pela Pepsi e pela Deep Rock Drive. Eles se apresentaram em Las Vegas.

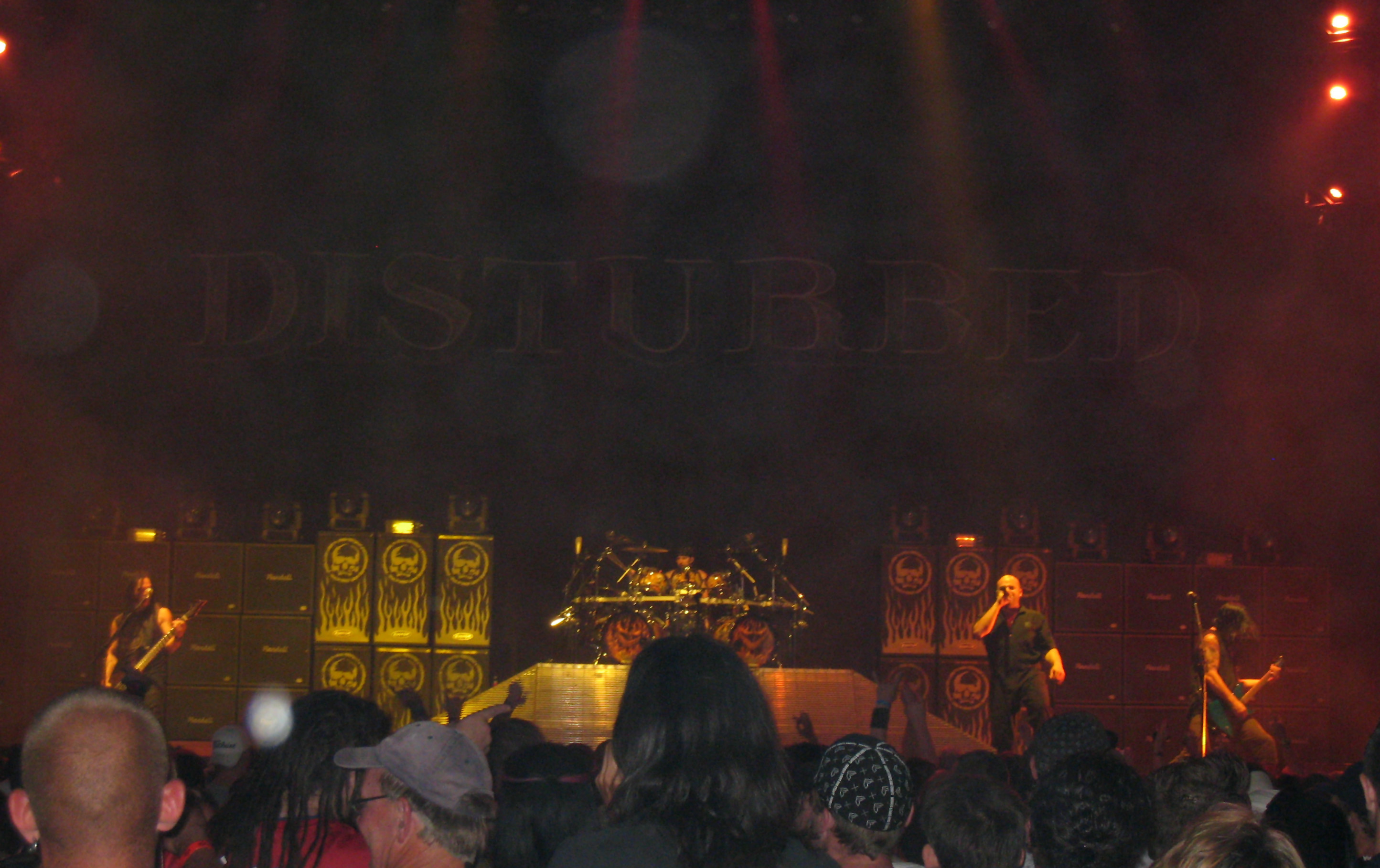
Disturbed no Mayhem Festival de 2008 em Dallas, Texas.

Indestructible foi lançado nos Estados Unidos em 3 de junho de 2008 e na Austrália em 7 de junho de 2008 e se tornou a terceira estreia consecutiva da banda a chegar ao 1º lugar na Billboard 200. Uma edição especial limitada "Somente Internet" do álbum que incluí a faixa B-side "Run", um DVD making-of com vídeos instrutivos, poster em volta, laminado VIP, accesso a eventos especiais do Disturbed e um website especial com um vídeo exclusivo, aúdio raro e mais foi também lançada. A banda fez turnê em apoio do "Mayhem Festival" ao lado do Slipknot, DragonForce e Mastodon durante o verão de 2008. O Disturbed também completou uma turnê pela Austrália e Nova Zelândia até agosto e setembro de 2008.
Em 30 de setembro de 2008, a banda lançou um álbum ao vivo iTunes-exclusivo intitulado Live & Indestructible, composto de canções do Deep Rock Drive, bem como o vídeo da canção "Indestructible". A banda começou uma turnê pela Europa, começando em Londres durante outubro de 2008 e terminando durante novembro de 2008 em Helsinki. Em novembro e dezembro de 2008, o Disturbed fez turnê pelos Estados Unidos. A canção "Inside the Fire" foi nomeada para um Grammy Award de 2009 na categoria "Melhor Performance de Hard Rock". Em março de 2009, o Disturbed lançou um videoclipe para o single "The Night".
A banda começou sua turnê Music as a Weapon IV  em março de 2009 e terminou no final de maio. A turnê, também apelidada de "festival", apresentou as bandas Killswitch Engage, Lacuna Coil e Chimaira no palco principal. A banda lançou uma segunda versão cover da canção do Faith No More, "Midlife Crisis", no álbum Covered, A Revolution in Sound, que também incluiu bandas como Mastodon, The Used e Avenged Sevenfold. Essa cover de "Midlife Crisis" foi originalmente gravada para Indestructible, mas a banda decidiu não incluí-la no álbum.

### Asylum(2009-2010–2011)
Em uma entrevista anterior, David Draiman resumidamente falou sobre o quinto álbum de estúdio da banda, afirmando que o álbum seria tão escuro quanto em seu álbum anteriores, Indestructible, se não for mais escuro. Draiman também afirmou que o álbum é "ainda identificavelmente o Disturbed, mas mostrando mais maturidade." Composições para o quinto álbum de estúdio começaram no final de 2009. Em uma entrevista anterior com Mike Wengren e John Moyer, afirmava-se que, a julgar pelos sentimentos de Draiman sobre os últimos anos de sua vida, que o novo álbum do Disturbed vai ser agressivo, irritado, e "contundente", mas será semelhante musicalmente ao seu álbum Believe. Wengren também disse que o novo álbum poderá ser lançado na primavera ou no verão de 2010. Além disso, Draiman confirmou que um DVD está em obras. Um relógio de contagem regressiva apareceu no site da banda, que terminou em 12 de janeiro de 2010, e um trailer para o próximo DVD, intitulado Decade of Disturbed, foi revelado.
Em uma entrevista de julho de 2009 com a FaceCulture, Draiman afirmou que o próximo DVD estará "narrando a última década de existência do Disturbed. Era para mostrar o nosso crescimento ao longo da década." Ele também falou mais sobre o quinto álbum: "Um par [riffs de canções] que Danny fez são realmente surpreendentes. Mas eles são apenas pequenos pedaços…Não é o mesmo em duas ou três partes da progressão [ainda]."
Em 23 de março de 2010, a banda lançou uma reedição do seu álbum de estreia, The Sickness, com as faixas B-side "God of the Mind" e "A Welcome Burden", nova arte, bem como a remasterização e a remixagem da lista de faixas. Ele ficou disponível também pela primeira fez no formato vinil. Em 26 de fevereiro de 2010, a Harmonix anunciou um segundo pacote do Disturbed para download na loja musical do Rock Band, contendo as versões remasterizadas de 2010 das canções "Voices", "The Game" e "Meaning of Life".
Em 8 de fevereiro de 2010, foi anunciado que a banda tinha entrado em estúdio em Chicago, Illinois para começar a gravar seu quinto álbum de estúdio, que estava marcado para lançamento no verão de 2010. O guitarrista Dan Donegan afirmou que a banda tinha escrito por volta de 15 a 18 canções. Foi mais tarde confirmado que o título do álbum era Asylum.
O Disturbed recentemente lançou uma cover de uma canção da banda de heavy metal Judas Priest, "Living After Midnight", para o álbum Metal Hammer Presents… Tribute to British Steel.
Em 20 de abril de 2010, aproximadamente dois meses depois que eles entraram no estúdio, o Disturbed anunciou que tinham terminado de gravar o álbum e estavam prontos para começar a mixagem do álbum em Los Angeles, Califórnia. Como fizeram com o seu último álbum, Indestructible, o Disturbed afirmou que eles mesmos produziram Asylum. A banda tinha anunciado que Asylum seria lançado em 31 de agosto de 2010. Em 9 de julho de 2010, a lista de faixas foram reveladas no website oficial da banda. Asylum estreou no 1º lugar na Billboard 200.
O Disturbed está atualmente estrelando a primeira turnê anual "Rockstar Energy Drink Uproar" com Avenged Sevenfold, também com o Stone Sour, Hellyeah e Halestorm, entre outros.
Em 8 de outubro de 2010, foi informado de que David Draiman foi diagnosticado com uma "situação grave na garganta", e que a turnê da banda nos EUA tinha sido cancelada, como processo de cura de Draiman podia demorar até quatro semanas.
O Disturbed anunciou que será dado início à turnê Music as a Weapon V em 2011, co-estrelando com o Korn e os convidados Sevendust e In This Moment.
Em Julho de 2011, a banda anunciou que entraria em hiato após o fim da turnê nos Estados Unidos daquele ano. Draiman desmentiu os rumores de que o hiato era consequência de desentendimentos entre os membros da banda, e em Outubro daquele ano a banda encerrou suas atividades por hora.

### Outros projetos (2012–presente)
Em 8 de Fevereiro de 2012, foi anunciado que John Moyer era o novo baixista do supergrupo de heavy metal Adrenaline Mob. John fez sua estreia de palco no dia 12 de Março daquele ano, na véspera do dia de lançamento do álbum Omertá. Em 14 de Fevereiro de 2012, Draiman anunciou em seu Twitter que seria convidado em um dos episódios da 10ª Temporada do programa de televisão That Metal Show, do canal VH1. Posteriormente, o episódio foi movido para a 11ª Temporada, sendo finalmente exibido em 11 de Agosto de 2012.
Em Maio de 2012 Draiman anunciou seu novo projeto, uma banda de metal industrial chamada Device.

## Mascote
O mascote do Disturbed, nomeado "The Guy", era originalmente apenas um desenho de um rosto com um sorriso largo, como se vê na parte de trás do álbum The Sickness. O desenho original do The Guy foi então editado usando um programa digital de distorção. Depois que a imagem original tinha sido distorcida por três vezes, The Guy se tornou o mascote oficial da banda. Mais tarde, ele seria desenhado como uma figura completa pelo criador do Spawn, Todd McFarlane (McFarlane usou o rosto original na sombra de uma capa) na capa do álbum e videoclipe da canção cover do Genesis, "Land of Confusion", e apareceu também nas obras de quatro dos álbuns de estúdio do Disturbed: Ten Thousand Fists, Indestructible, Asylum e The Lost Children.

## Estilo e temas líricos
Classificado como uma banda de rock ou nu metal, o Disturbed também é considerado por alguns críticos como rock alternativo, metal alternativo, heavy metal. No entanto, quando perguntado sobre os obstinados fãs de heavy metal não encontrarem o Disturbed bastante pesado, o líder David Draiman afirmou:
| “ | É provável que tenhamos muita melodia acontecendo ou não estamos tão turbulentos ou cáusticos. Embora eu realmente adore esse tipo de música, não é o que tentamos fazer. Se temos que colocar as coisas em contexto, somos mais hard rock do que heavy metal nestes dias. | ” |

| “ | O segredo é que nós nunca fomos realmente parte de qualquer tendência específica, embora nós definitivamente nos beneficiamos da popularidade do que foi chamado de nu-metal na época…Nós nunca tivemos os atributos estereotipados que as bandas tinham. Nós não fazemos rap, não há giratória envolvida, nenhuma fusão a este respeito. Nós tocamos, na minha opinião, metal clássico. Sabbath, Maiden, Priest, Metallica, Pantera: estas são as bandas que nos fazem querermos tocar. | ” |

O crítico do Allmusic, Bradley Torreano, descreveu o álbum Believe como "tendo o tipo de salto que os seus heróis em Soundgarden e Pantera fizeram após o seu avanço em respectivas gravações". Ele também descreveu a faixa-título como movendo "de um som brutal para um coro arrebatador que de repente para em suas faixas e se transforma em um riff sinuoso que lembra o trabalho vintage de James Hetfield".
Believe também é considerado por vários críticos como um passo de distância do som do Metal Alternativo caracterizado em The Sickness, avançando para mais um som hard rock/heavy metal que continuou em seus álbuns seguintes.
De acordo com o líder David Draiman no documentário caseiro da banda, M.O.L., as letras que ele escreve são inspiradas pela experiência de vida, percepção e experiências atuais próprias, e ele afirmou que ele gosta de apresentar suas idéias com letras enigmáticas. Esses temas líricos variam da ideologia do Céu e Inferno, violência doméstica, suicídio, insanidade, relacionamentos, política, guerra, religião, genocídio, poluição, abortos, drogas, e temas líricos de horror, como vampiros, lobisomens, zumbis, anjos e demônios.
O guitarrista Dan Donegan geralmente usa afinações como drop C# e drop C, que são afinações menores que o padrão E regular. Estas afinações mais baixas permitem um sentimento escuro, mais misterioso nos riffs de Donegan. Donegan também usa sutis efeitos eletrônicos para adicionar à plenitude da música, o qual o resto da banda se refere como "A Orquestra de Dan Donegan."
O Disturbed confirmou o fim do hiato de 4 anos da banda com seu sexto álbum de estúdio e um novo vídeo  "The Vengeful One" 
A banda disse: "O Hiato acabou. No último ano nós estivemos secretamente compondo e gravando o novo álbum. Hoje, nós estamos animados de compartilhar com vocês uma nova música chamada "The Vengeful One", juntamente com um novo videoclipe."
O novo album 'Immortalized' tem data para ser lançado em 21 de agosto de 2015, e está disponível para pré-venda. O álbum foi uma tarefa difícil, em algumas formas, justificando o hiato - dando aos fãs algo que fez valer nosso tempo longe um dos outros.

## Membros

### Atuais
- David Draiman — vocais (desde 1996)
- Dan Donegan — guitarra, eletrônica, vocais de apoio (desde 1994)
- John Moyer — baixo, vocais de apoio (desde 2004)
- Mike Wengren — bateria (desde 1994)

### Ex-membros
- Steve "Fuzz" Kmak — baixo (1994-2003)

## Discografia
Álbuns de estúdio
- The Sickness (2000)
- Believe (2002)
- Ten Thousand Fists (2005)
- Indestructible (2008)
- Asylum (2010)
- Immortalized (2015)
- Evolution (2018)
- Divisive (2022)

Álbuns ao vivo
- Music as a Weapon II (2004)

EP
- Live & Indestructible (2008)

Coletânea
- The Lost Children (2011)